# Torulaspora delbrueckii
Torulaspora delbrueckii — вид дріжджів, раніше класифікувався як Saccharomyces delbrueckii або Saccharomyces rosei (анаморф називається Candida colliculosa). Генетичні дослідження показують, проте, що різні штами, що класифікувалися до цього виду, належать до різних видів та навіть родів, таких як Debaryomyces, Saccharomyces і Candida. Тому, вид піддався значній рекласифікації, яка все ще не закінчена. Видова назва залишиться за типовим штамом (SANK 50118).
Цей вид дріжджів (можливо ще один-два пов'язаних види роду Saccharomyces) використовується для виробництва німецького пшеничного пива. Протягом бродіння дріжджі виробляють характерні для банану ефіри і характерні для цибулі феноли, які надають типовий аромат цим сортам пива.